# Custòdia
|  | Per a altres significats, vegeu «Custòdia (desambiguació)». |

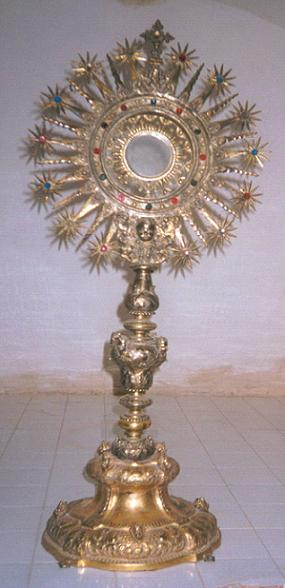
Custòdia de "sol"

A la custòdia se l'anomena també ostensori o ostensorium del llatí ostentāre. Al culte catòlic, és la peça d'or, o altre metall preciós, on es col·loca l'hòstia, després de consagrada, per a adoració dels fidels. Les seves formes són variades, però una de les més comunes és la de sol, de l'origen del qual es tenen discrepàncies.

## Història
Les custòdies o ostensoris tenen el seu origen a la institució de la festa anomenada del Corpus a mitjan segle xiii. Però és molt rar trobar-les abans del segle xiv i no es fixen les seves formes sinó des de ja entrat el segle xv. Es van emprar per a aquest objecte al principi imatges, creus, reliquiaris acomodant-los a la seva nova destinació. Però des de mitjans del segle xv es va adoptar la forma de torreta o templet ogival (gairebé sempre de plata) estarrufat de pinacles i sostingut per una base artística quedant al mig, una lúnula o viril de plata o or per a col·locar en ell visiblement l'hòstia.
A l'època del Renaixement es van construir així mateix en forma de templet però d'estil romà i des de fins del segle xvi es comencen a donar les que avui estan més en ús en forma de sol radiant, les quals al segle xviii duen cercles de caparrons d'àngels envoltant al viril central.
A Espanya, es va establir a mitjan segle xv el costum de dur sobre una carrossa i sobre un tron la custòdia a les processons del Sagrament. Però les carrosses que avui existeixen són generalment de fusta tallada i orada i d'estil Xorigueresc del segle xviii.

## Custòdies destacades
Algunes de les majors i més artístiques custòdies processionals del món es troben a les catedrals d'Espanya i entre elles, destaquen en estil gòtic: 
- la de la catedral de Vic per la seva antiguitat, ja que data del 1413
- la de la catedral de Toledo, de 1517-1524, per la seva riquesa artística, obra d'Enrique de Arfe
- la de la catedral de Barcelona, per la seva pedreria
- la de la catedral de Cadis per la seva elevació, ja que fa quatre metres. També és obra d'Enrique de Arfe

La de la catedral de València, d'època franquista i amb materials recaptats per donació dels fidels, és considerada la més gran del món, amb 600 kg d'argent, 5 d'or i 75 grams de platí, a més de perles i pedres precioses, i una alçada de 4 metres. Data de 1940-1954.
Fora d'Espanya, són notables les custòdies colonials de la Col·lecció d'Art del Banc de la República a Bogotà, Colòmbia. Una d'elles, coneguda popularment com La Lechuga, fabricada per José de Galaz en 1707, està ornada per més de 1480 maragdes.